# 圣科南
圣科南（法語：Saint-Connan，法語發音：[sɛ̃ kɔnɑ̃]）是法国阿摩尔滨海省的一个市镇，位于该省中部偏西，属于甘冈区。

## 地理
圣科南（48°25'5"N, 3°3'50"W）面积13.54 平方千米，位于法国布列塔尼大區阿摩尔滨海省，该省份为法国西北部沿海省份，位于布列塔尼半岛北部，北濒大西洋英吉利海峡，西接菲尼斯泰尔省，南至莫尔比昂省，东临伊勒-维莱讷省。
与圣科南接壤的市镇（或旧市镇、城区）包括：桑旺莱阿尔、凯尔佩尔、普莱西迪、圣吉尔达、圣吉勒普利若、勒维约堡。

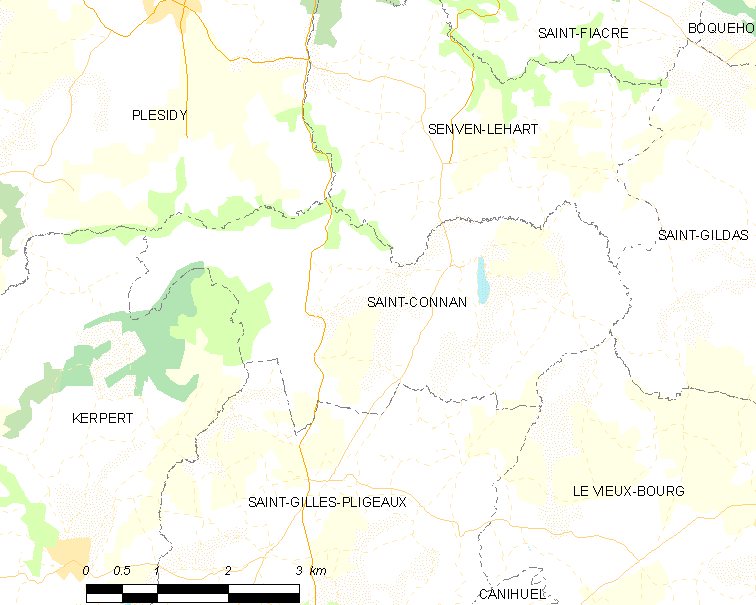
圣科南的OSM定位图

圣科南的时区为UTC+01:00、UTC+02:00（夏令时）。

## 行政
圣科南的邮政编码为22480，INSEE市镇编码为22284。

## 政治
圣科南所属的省级选区为罗斯特勒南县。

## 人口

1962-2008年间圣科南人口变化图示

圣科南于2022年1月1日时的人口数量为297人。

## 交通
阿摩尔滨海省省道D4线和D767线经过境内。